# Rädda de döende
Rädda de döende är en sång från 1869 med text av Fanny Crosby och musik av William Howard Doane. Sången översattes till svenska 1875 av Erik Nyström. Melodi samma som till sång 397 i Hemlandstoner. De olika psalmböckerna innehåller variationer av texten så att de ibland framstår som skilda psalmer. Samtliga anger dock Fanny Crosby som författare till det engelska originalet.

## Publicerad i
- Sånger till Lammets lof 1877 översättning av Ira D. Sankey's Sacred songs, som nr 42 med titel och inledningsrad Rädda omkommande (1876) med hänvisning till Lukas 14:23 i Bibeln.
- Musik till Frälsningsarméns sångbok 1907 som nr 380.
- Sionstoner 1889 1908 som nr 706 under rubriken "Missionssånger".
- Svensk söndagsskolsångbok 1908 som nr 248 under rubriken "Missionssånger".
- Samlingstoner 1919 som nr 202 under rubriken "Verksamhetssånger".
- Svenska Missionsförbundets sångbok 1920 som nr 552 under rubriken "Inre mission".
- Svensk söndagsskolsångbok 1929 som nr 185 under rubriken "Missionssånger".
- Frälsningsarméns sångbok 1929 som nr 391 under rubriken "Strid och verksamhet - Maning till kamp".
- Segertoner 1930 som nr 349 under rubriken "Verksamhet och mission".
- Sionstoner 1935 som nr 546 under rubriken "Inre mission".
- Frälsningsarméns sångbok 1943 som nr 454 under rubriken "Strid".
- Sånger och psalmer 1951 som nr 552 under rubriken "Guds rike och missionen. Mission".
- Frälsningsarméns sångbok 1968 som nr 477 under rubriken "Kamp och seger".
- Segertoner 1988 som nr 432 under rubriken "Den kristna gemenskapen - Vittnesbörd - tjänst - mission".[1]
- Frälsningsarméns sångbok 1990 som nr 635 under rubriken "Strid och kallelse till tjänst".